# آقاداداش قربانوف
آقاداداش قربانوف (ترکی آذربایجانی: Ağadadaş Qurbanov; ۸ مارس ۱۹۱۱ – ۲۲ ژوئن ۱۹۶۵) بازیگر سینما و تئاتر اهل کشور جمهوری آذربایجان بود. وی بین سال‌های ۱۹۲۷ تا ۱۹۶۵ میلادی فعالیت می‌کرد.
از فیلم‌ها یا برنامه‌های تلویزیونی که وی در آن نقش داشته‌است می‌توان به آرشین مال آلان اشاره کرد.

## جوایز:
وی برندهٔ جوایزی همچون نشان برجسته افتخار شده‌است.